# Le Lion (film, 1962)
Pour plus de détails, voir Fiche technique et Distribution.
Le Lion (titre original : The Lion) est un film américain réalisé par Jack Cardiff, sorti en 1962, adaptation du roman éponyme de Joseph Kessel.

## Fiche technique
- Titre français : Le Lion
- Titre original : The Lion
- Réalisation : Jack Cardiff
- Scénario : Irene Kamp et Louis Kamp d'après le roman de Joseph Kessel
- Photographie : Edward Scaife
- Montage : Russell Lloyd
- Direction artistique : Alan Withy
- Costumes : Brian Owen-Smith
- Musique : Malcolm Arnold
- Production : Samuel G. Engel et Cecil F. Ford
- Société de production et de distribution : 20th Century Fox
- Pays d'origine : États-Unis
- Format : Couleurs (DeLuxe Color) - 35 mm - 2,35:1 - Son : Mono (Westrex Recording System)
- Genre : Film d'aventure
- Durée : 96 minutes
- Dates de sortie :
  - Royaume-Uni : 26 juillet 1962 (première à Londres)
  - Royaume-Uni : 19 août 1962 (sortie nationale)
  - États-Unis : 21 décembre 1962 (New York)
  - France 8 février 1963 (Paris)

## Distribution
- William Holden  (VF : Jean Martinelli) : Robert Hayward
- Trevor Howard  (VF : Pierre Gay) : John Bullit
- Capucine  (VF : Jacqueline Porel) : Christine
- Pamela Franklin : Tina
- Ralph Helfer : Guerrier Masai (non crédité)

et Zamba le lion